# Abraham Niclas Edelcrantz
Abraham Niclas Edelcrantz (Åbo, 29 luglio 1754 – Stoccolma, 15 marzo 1821) è stato un inventore svedese di origine finlandese che fu tra i primi a ideare un sistema di comunicazione a distanza per mezzo di un segnalatore (semaforo) meccanico.

## Biografia
Nacque da una famiglia benestante e mostrò sin da giovane una buona predisposizione allo studio, riuscendo già all'età di 18 anni a scrivere due tesi di dottorato, una riguardante la letteratura e l'altra l'ottica.  Successivamente insegnò elettricità e letteratura presso l'Accademia reale della sua città. Nel 1783 si trasferì a Stoccolma dove, in breve tempo, divenne membro della 
Accademia svedese di lettere e arti e segretario privato del re.
Sulla scia dell'inventore francese Claude Chappe, nel novembre del 1794, Edelcrants presentò un progetto di comunicazione realizzata attraverso un telegrafo ottico di tipo semaforico, costituito da due indicatori rotanti capaci di assumere sedici posizioni, e quindi combinazioni, diverse. Per il primo esperimento eseguito con questo prototipo furono utilizzate tre stazioni, delle quali una collocata nel centro della capitale e le altre due, rispettivamente distanti cinque chilometri e sette chilometri l'una dall'altra.
La prima linea telegrafica nel 1795 ed il 28 luglio iniziarono le trasmissioni per una tratta lunga trentacinque chilometri. Nel frattempo, Edelcrants, sostituì il sistema semaforico con uno comprendente dieci palette, ognuna delle quali poteva assumere due posizioni differenti, una orizzontale e una verticale, per un complessivo di milleventiquattro segnali.
Nel 1796, Edelcrants scrisse il libro Trattato sui telegrafi con il quale descrisse il suo sistema di comunicazione e poco dopo venne nominato membro della Accademia reale svedese delle scienze e direttore dell'Istituzione telegrafica reale.
Nel 1809 le linee telegrafiche svedesi avevano assunto la fisionomia di una rete, comprendente circa cinquanta stazioni, ed estesa oltre duecento chilometri, che però fu smantellata dopo pochi anni a causa della guerra persa contro la Russia e solamente verso la fine degli anni trenta dell'Ottocento fu ripristinata e restò attiva fino al 1881 quando venne definitivamente sostituita dal telegrafo elettrico.